# Arturo Chiari
Arturo Chiari (Firenze, 28 agosto 1891 – Firenze, 17 aprile 1959) è stato un sindacalista italiano.

## Biografia
Arturo Chiari iniziò giovanissimo la sua attività nelle file del movimento sindacale e socialista. Studiò fino alla prima tecnica e nel 1903 emigrò in Svizzera dove rimase fino al 1907, salvo fare periodicamente ritorno in Svizzera, precisamente a Lugano, dal 1910 al 1911 e dal 1913 al 1917.

### Primi passi nella FIOM
Nell'estate del 1921 divenne segretario interregionale per la FIOM per l'Emilia e le Marche operando presso la Camera del Lavoro di Bologna. Nel 1920 fu schedato come "comunista", nonostante in realtà fosse socialista. Nel periodo immediatamente successivo s'iscrisse al partito comunista e divenne un membro attivo del partito. Nell'estate del 1922 fu nominato segretario della Camera del Lavoro di Imola, nel 1925 segretario della neonata federazione italiana dipendenti delle aziende elettriche, l'organizzazione, nata dalla FIOM che raggruppava i lavoratori del settore elettrico.

### Sotto il fascismo
Nonostante il clima antisindacale che il governo fascista iniziava a instaurare, Chiari continuò nella sua attività organizzativa. Nel 1928, dopo che fu decretato lo scioglimento dei sindacati pre-fascisti, era ancora considerato un pericoloso comunista. Messa da parte l'attività sindacale, Chiari per vivere si impiegò a Firenze come cappellaio e successivamente come artigiano di bigiotteria.

### Dopoguerra
Nel 1944, alla liberazione di Firenze, Chiari venne chiamato alla segreteria della locale Camera del lavoro, per poi assumere l'incarico di segretario nazionale, in quota socialista, della CGIL unitaria nata dopo il Patto di Roma.
Chiari nel dopoguerra continuò la sua opera accanto ai lavoratori metallurgici, prima alla FIOM, di cui fu segretario nazionale fin dal 1945, e di cui nel 1946 curò la preparazione del congresso nazionale nel quale svolse poi la relazione d'indirizzo; più tardi alla UILM, nuovo sindacato di categoria nato dopo la scissione della UIL dalla CGIL.
Fece poi parte della Consulta nazionale, di cui fu membro su designazione della CGIL.

### Le scissioni dalla CGIL
Nel settembre del 1948 dalla CGIL si distaccò la componente moderata e cristiana destinata due anni dopo a confluire nella CISL. 
Nell'agosto 1949, prima del congresso nazionale, il comitato centrale della FIOM revocò l'incarico a Chiari: ciò a seguito del nuovo orientamento della direzione del PSI, che spinse a tale mossa i propri rappresentanti in seno al comitato.
Nel 1950 Chiari uscì dalla CGIL e si dedicò alla costruzione della terza centrale sindacale (la futura UIL).

### Fondatore della UILM
Chiari voleva dedicarsi soprattutto alla “sua” categoria: quella dei metallurgici, categoria di cui divenne il primo segretario generale il 5 marzo 1950. Il primo congresso della UILM tenutosi a Milano il 28 novembre 1953 lo confermò segretario generale.
Particolarmente importante fu l'azione svolta da Chiari sulla CECA (Comunità europea del carbone e dell'acciaio) per la tutela dei lavoratori siderurgici minacciati dalla creazione dell'area produttiva comunitaria. Come emerse dall'intervista concessa  a Il Lavoro Italiano, organo ufficiale della UIL, del 14 settembre 1953, Chiari si dichiarava favorevole all'adozione del piano Schuman e, quindi, all'ammodernamento degli impianti produttivi, ma chiedeva l'attivazione di tutte le clausole previste dal piano stesso per ovviare ai disagi che l'introduzione delle nuove normative stava provocando a molti lavoratori metallurgici. Chiari fu membro del comitato consultivo della CECA per diversi anni.
La UILM, con la sua direzione, affermò la propria presenza in tutta Italia, anche grazie all'apporto di molti socialisti che, seguendo il suo esempio, lasciarono la FIOM.